# Litani

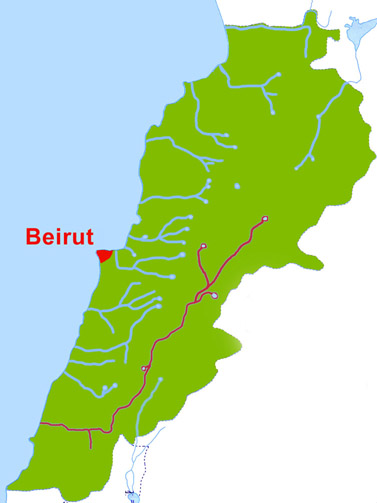
Floden Litani i rött.

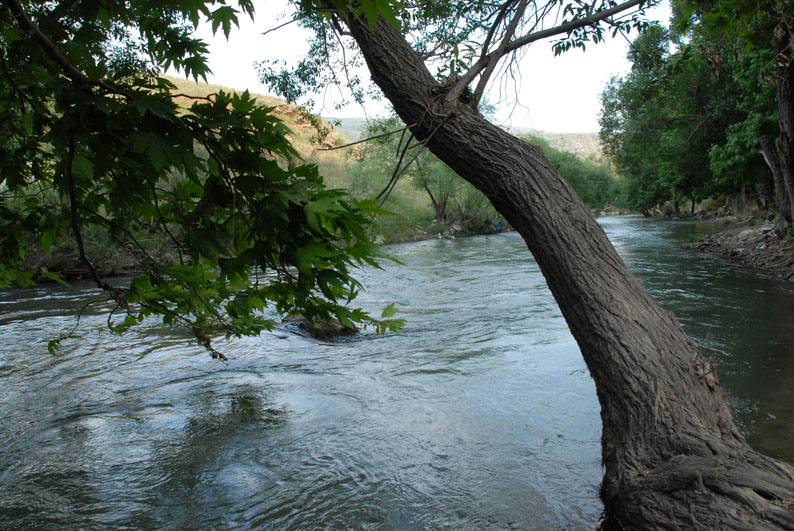
Floden Litani

Litani (arabiska: نهر الليطاني, "Nahr al-Lytany") är en flod i södra Libanon. Den börjar i Bekaadalen och flyter ut i Medelhavet norr om Tyros, antikens Leontes. Floden Litani både rinner upp i Libanon och är den längsta flod som enbart flyter inom landets gränser. Litani är en viktig källa för vattenförsörjning, bevattning och vattenkraft, både i södra Libanon och i landet som helhet.
Floden rinner upp i den bördiga Beqaadalen, väster om Baalbek, och rinner ut i Medelhavet norr om Tyros. Med en längd av 140 km är Litani den längsta floden i Libanon och har ett uppskattat årligt vattenflöde på 920 miljoner kubikmeter.